# إيريكا فيرنانديز
إيريكا فيرنانديز هي عارضة وممثلة هندية، ولدت في 7 مايو 1993 بمانغلور في الهند.

## وصلات خارجية
- إيريكا فيرنانديز على موقع IMDb (الإنجليزية)
- إيريكا فيرنانديز على موقع ألو سيني (الفرنسية)
- إيريكا فيرنانديز على موقع قاعدة بيانات الفيلم (الإنجليزية)
- إيريكا فيرنانديز على موقع كينوبويسك (الروسية)